# Valdemar de Rostock
Valdemar, señor de Rostock (antes de 1241 - 9 de noviembre de 1282) fue el señor de Rostock que gobernó desde 1278 hasta su muerte.
Era el segundo hijo mayor de Enrique Borwin III y su esposa Sofía (m. antes del 24 de junio de 1241), la hija del rey Erico X de Suecia. Su hermano mayor Juan murió antes que su padre, de manera que a la muerte de su padre, Valdemar heredó Rostock y gobernó en solitario. Murió el 9 de noviembre de 1282, o posiblemente un día después. Fue enterrado en la catedral de Doberan.
Según algunas fuentes, quedó ciego un tiempo antes de su muerte y dividió su territorio entre sus hijos. Sus hijos gobernaron bajo la regencia de su madre hasta 1284. Desde 1286, su hijo menor Nicolás gobernó en solitario.

## Matrimonio y descendencia
Valdemar se casó con Inés, una hija del conde Juan I de Kiel. Tuvieron tres hijos:
- Enrique Borwin IV (m. antes de 1285)
- Juan (m. antes de 1285)
- Nicolás I (antes de 1262 - 1314), Señor de Rostock desde 1282 hasta 1312.